# Petit-duc de Bruce
Otus brucei
Espèce
Statut de conservation UICN

 LC  : Préoccupation mineure
Statut CITES

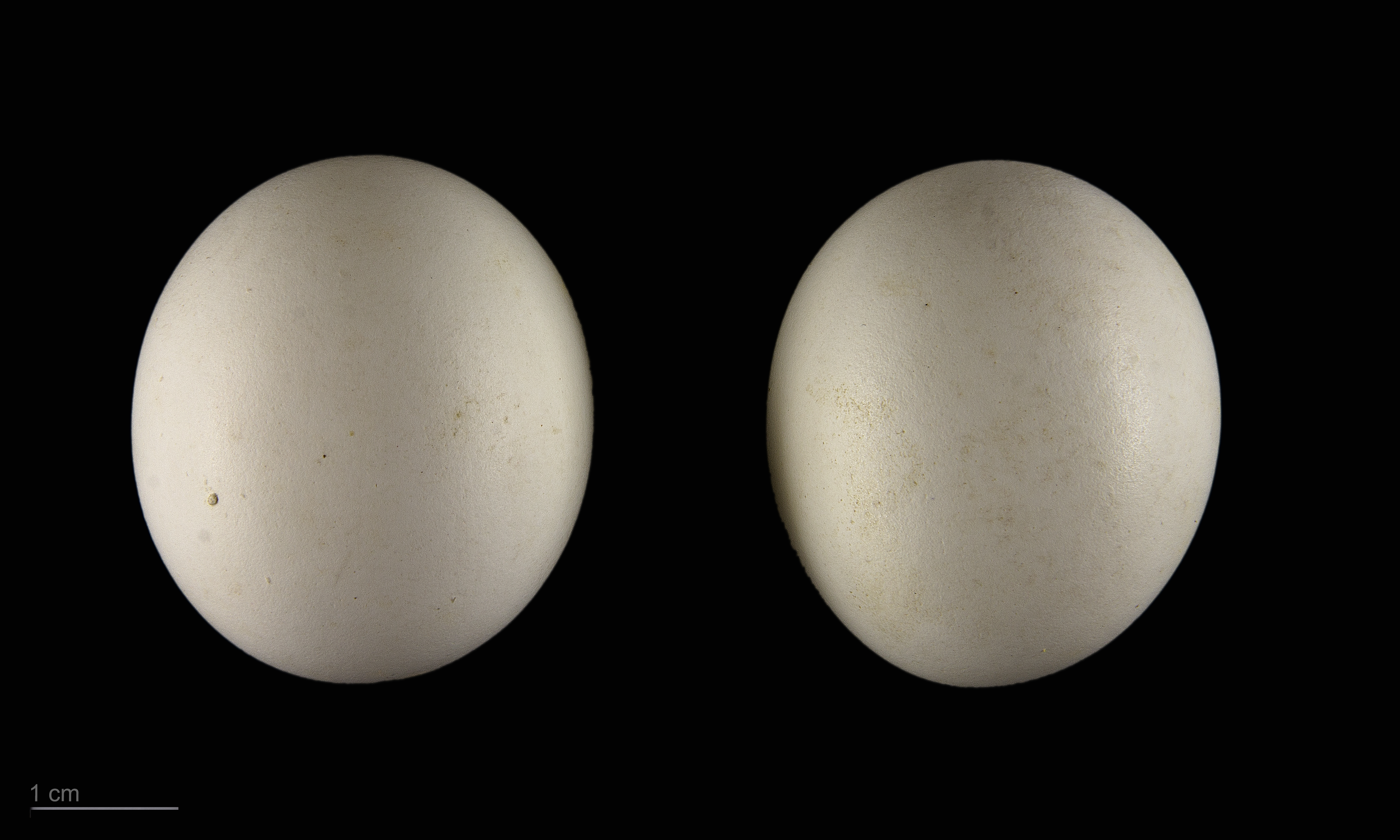
Œuf de Otus brucei - Muséum de Toulouse

Le Petit-duc de Bruce (Otus brucei) est une espèce d'oiseaux de la famille des Strigidae.

## Répartition
Cette espèce vit du Moyen-Orient jusqu'en Asie centrale.

## Sous-espèces
D'après la classification de référence (version 14.1, 2024) de l'Union internationale des ornithologues, le Petit-duc de Bruce possède 4 sous-espèces (ordre philogénique) :
- Otus brucei exigus Mukherjee, 1958 ;
- Otus brucei obsoletus (Cabanis, 1875) ;
- Otus brucei brucei (Hume, 1872) ;
- Otus brucei semenowi (Zarudny & Härms, 1902).